# 滇丁香属
滇丁香属（学名：Luculia）是茜草科下的一个属，为灌木植物。该属共有滇丁香（L. intermedia）、鸡冠滇丁香（L. yunnanensis）等3－4种，分布于喜马拉雅至中国云南和广西。